# Abraxas clara
Abraxas clara là một loài bướm đêm trong họ Geometridae.